# ليلة الفرح (فلم)
ليلة الفرح، فيلم مصري من إنتاج عام 1942.

## قصة الفيلم
يطلق الأب زوجته وتعيش ابنته «سلمى» معه، إلا أنه يتزوج من فتاة صغيرة لعوب تخونه مع ممثل مسرحي يدعى «رياض» والذي يباهى بخيانته أمام صديقه المؤلف المسرحي «حازم»، يتصادف أن تلتقى «سلمى» «بحازم» في نفس القطار حيث كانت مسافرة إلى عزبة والدها الثرى وكان ذاهباً في زيارة صديقه «رياض». في العزبة تعرف «سلمى» بأمر خيانة زوجة أبيها مع «رياض»، ويعرف «حازم» أن «سلمى» ابنة هذا الرجل الذي يغافله «رياض» مع زوجته فيتمسك بها حتى يربط الحب بين قلبيهما. تتعرف الزوجة الخائنة على «جميل بك» وتقرر الأبنة أن تنقذ والدها فتخبره بأمر خيانة زوجته فيثور غاضباً ليطلقها، وأخيراً تبدو «سلمى» كبطلة في عمل مسرحي من تأليف «حازم» ليجمع بينهما الحب في نهاية العرض.

## الممثلون
- عزيزة أمير
- محمود ذو الفقار
- بشارة واكيم
- فردوس محمد
- زوزو شكيب
- نجمة إبراهيم
- عزيزة حلمي

## وصلات خارجية
- مقالات تستعمل روابط فنية بلا صلة مع ويكي بيانات
- صفحة الفيلم على موقع السينما